# Pippi Langstrømpe
 "Villa Villekulla" omdirigeres hertil. For andre betydninger af Villa Villekulla, se Ungdomshuset.
 For alternative betydninger, se Pippi Langstrømpe (flertydig). (Se også artikler, som begynder med Pippi Langstrømpe)
Pippi Langstrømpe (svensk: Pippi Långstrump) er en fiktiv børnebogsfigur skabt af Astrid Lindgren.

## Handling
Pippi er verdens stærkeste pige, og hendes fulde navn er Pippilotta Viktualia Rullgardinia Krusemynta Efraimsdotter Långstrump. Hun har fregner, der giver hende et frisk udseende, og rødt hår med fletninger.
Pippi Langstrømpe dukkede for første gang op i bogen med samme titel fra 1945, hvor hun flytter ind i Villa Villekulla i en mindre svensk by. Med sig har hun sin abe hr. Nilsson og hesten Lille Gubben. I huset ved siden bor de to jævnaldrende børn, Tommy og Annika. Handlingen i bogen går på forskellene mellem de artige Tommy og Annika og den fri fugl, Pippi. Da Pippi Langstrømpe udkom, opstod der et værre postyr. Det var uhørt, at et barn skulle opføre sig som Pippi. Ikke alene klarer Pippi sig uden forældre, og hun sætter også spørgsmålstegn ved alle autoriteter: skolen, socialforvaltningen og politiet.
Selvom de tre bøger: Pippi Langstrømpe, Pippi Langstrømpe går om bord og Pippi Langstrømpe i Sydhavet, blev skrevet i 1940'erne, er de stadig nogle af de meste læste, oversatte og berømte børnebøger. De er oversat til 90 sprog. Pippi Langstrømpe er blevet læst på mange forskellige måder. En af de mere vedholdende er Pippi Langstrømpe som repræsentant for kristendommen. Eller ligefrem som Jesus på grund af sin omsorg for de svage i samfundet og sin erklærede ikke-voldelige måde at klare enhver situation på.
Pippi-bøgerne er fyldt med skjulte citater af forfattere som Shakespeare, Dante og Sokrates. Feministerne kan takke Pippi Langstrømpe for at bidrage til kvindekampen gennem sit oprør med de maskuline autoriteter. Pippi Langstrømpe og Simone de Beauvoirs Det andet køn udkom samtidigt, og "Pippi Rødstrømpe" er et godt eksempel på en kvinde, der ikke frivilligt lader sig nøjes med en plads som Den Anden.

## Historie
Pippi Langstrømpe var Astrid Lindgrens anden bog, og den, der gjorde hende berømt. Idéen fik hun fra sin otteårige datter Karin, som en dag i 1941 bad sin mor om at fortælle en historie om "Pippi Långstrump", et navn, pigen greb ud af luften. Men i Lindgrens bevidsthed voksede figuren, og 21. maj 1945 gav hun datteren det færdige Pippi-manuskript. Pippis 70-årsdag fejredes derfor 21. maj 2015. 
I 1944 tilbød Astrid Lindgren manuskriptet til Pippi Langstrømpe til Bonniers forlag, men forlaget afviste det, og det blev i stedet udgivet hos Rabén & Sjögren, som bad Ingrid Vang Nyman om at illustrere historien. Bonniers afvisning - ovenikøbet to gange - betragtes som en af forlagshistoriens største bommerter. 
Pippi Langstrømpe kom i 2005 på UNESCOs (kulturorganisation under FN) liste over bevaringsværdige, kulturelle værker. Det medvirkede til en korrekt, fransk oversættelse af bogen. På fransk betyder pipi "tis",  og Pippi blev derfor omdøbt til Fifi på fransk. Men bogen blev, i lighed med Lindgrens andre bøger i fransk oversættelse, også udsat for en censur, der forvandlede den oprørske Pippi til et uigenkendeligt dydsmønster.

## Pippis navn på forskellige sprog
- Albansk: Pipi Çorapegjata
- Arabisk: جنان ذات الجورب الطويل (Jnạn ḏạt ạljwrb ạlṭwyl)
- Bulgarsk: Пипи Дългото Чорапче (Pipi Dălgoto Čorapče)
- Dansk: Pippi Langstrømpe
- Engelsk: Pippi Longstocking
- Esperanto: Pipi Ŝtrumpolonga
- Estisk: Pipi Pikksukk
- Finsk: Peppi Pitkätossu
- Fransk: Fifi Brindacier
- Færøsk: Pippi Langsokkur
- Galicisk: Pippi Mediaslongas
- Græsk: Πίπη η Φακιδομύτη (Pípi̱ i̱ Fakidomýti̱)
- Hebraisk: בילבי בת - גרב (Bylby Bat Gerev)
- Indonesisk: Pippi Si Kaus Kaki Panjang
- Islandsk: Lína Langsokkur
- Italiensk: Pippi Calzelunghe
- Japansk: 長靴下のピッピ, 長くつ下のピッピ (Nagakutsushita no Pippi)
- Kinesisk: 長襪子皮皮, 长袜子皮皮 (Zhǎngwàzi Pípí)
- Koreansk: 말괄량이 삐삐 (Malkwallyangi Ppippi)
- Kroatisk: Pipi Duga Čarapa
- Kurdisk: Pîpîya Guredirêj
- Litauisk: Pepė Ilgakojinė
- Makedonsk: Пипи долгиот чорап (Pipi dolgiot čorap)
- Nederlandsk: Pippi Langkous
- Persisk: پیپی جوراببلنده (Pypy Gwrāb-balandah)
- Polsk: Pippi Pończoszanka (o talvolta Fizia Pończoszanka)
- Portugisisk: Píppi Meialonga o Bibi Meialonga (Brasilien); Pipi das Meias Altas (Portugal)
- Rumænsk: Pippi Șosețica
- Russisk: Пеппи Длинныйчулок (Peppi Dlinnyjčulok)
- Serbisk: Pipi Dugacka Carapa
- Slovakisk: Pipi Dlhá Pančucha
- Slovensk: Pika Nogavička
- Spansk: Pippi Calzaslargas (Spanien); Pipi Calzaslargas, Pipa Mediaslargas, Pippi Mediaslargas, Pepita Mediaslargas (Latinamerika)
- Svensk: Pippi Långstrump
- Tjekkisk: Pipi Dlouhá Punčocha
- Thai: ปิ๊ปปี้ ถุงเท้ายาว (Pippi Thung-taow Yaow)
- Tyrkisk: Pippi Uzun çorap
- Tysk: Pippi Langstrumpf

## Bøger
Der er udgivet en lang række bøger om Pippi Langstrømpe i Astrid Lindgrens navn:
- Pippi Langstrømpe (1945)
- Pippi Langstrømpe går om bord (1946)
- Kender du Pippi Langstrømpe? (1947)
- Pippi Langstrømpe i Sydhavet (1948)
- Bogen om Pippi Langstrømpe (1952, en samling af Pippi Langstrømpe, Pippi Langstrømpe går om bord og Pippi Langstrømpe i Sydhavet)
- Pippi flytter ind (1969)
- Pippi holder fødselsdag (1970)
- Pippi er den stærkeste i verden (1970)
- Pippi plyndrer juletræ (1979)
- Pippi Langstrømpe i Humlegården (2000)
- Pippi Langstrømpe på Kurrekurredutøen (2004)
- Ur-Pippi. Originalmanus, Rabén & Sjögren 2007, ISBN 978-91-29-66662-5